# Eperat
Eperat (en llatí Eperatus, en grec antic Ἐπήρατος) fou un general aqueu, natural de Fares a Acaia que va viure al segle III aC.
Va ser elegit general suprem (estrateg) de la Lliga Aquea l'any 219 aC, per les intrigues d'Apel·les, l'agent de Filip V de Macedònia, contra l'altre candidat, Timoxè d'Acaia que tenia el suport d'Àrat de Sició. Va prendre possessió del càrrec el 218 aC però no va gaudir de suport popular i quan va acabar el seu any de mandat va deixar moltes complicacions a Àrat que el va succeir el 217 aC, com expliquen Polibi i Plutarc.